# Majda Milak
Majda Milak (cyr. Мајда Милак, ur. 26 marca 1977) – serbska gimnastyczka artystyczna.
W wieku 15 lat startowała w igrzyskach olimpijskich w 1992 jako reprezentantka niezależnych uczestników olimpijskich. Została sklasyfikowana na 32. miejscu. Wzięła też udział w mistrzostwach świata w 1991 i mistrzostwach Europy w 1994. Na tych pierwszych zawodach zajęła 18. lokatę w konkursie indywidualnym i 12. w drużynowym, natomiast na tej drugiej imprezie została sklasyfikowana na 79. miejscu w rozgrywkach indywidualnych, a w drużynowych uplasowała się na 22. pozycji. W 2011 zdała kurs na trenera gimnastyki.